# Вдовица
Вдовица (жена) или вдовец (мъж) е лице, чийто/чиято съпруг/а е починал/а и обикновено не е встъпвал/а в брак повторно.

## Терминология
Състоянието на овдовяване продължава в периода, в който човек губи своята съпруг/съпруга, докато е жив или повторно встъпи в брак. Английската дума widow („вдовица“) идва от индоевропейски корен, със значението „вдовица“ и има сродни думи в индоевропейските езици. Мъжката форма – widower („вдовец“), е засвидетелствана за първи път през XIV век, като през XIX век измества „вдовица“ по отношение на мъжете.
Терминът „овдовяване“ може да се използва за двата пола, поне според някои речници. Тези условия не се прилагат за развод(и) след смъртта на бивш съпруг.

## Траур
В някои части на Европа и Латинска Америка, включително Русия, Словакия, Чехия, Гърция, Италия, Португалия, Испания и Мексико, вдовиците носели черно до края на живота си, за да изразят траура си – практика, която до голяма степен е изчезнала. Православните християнски имигранти могат да носят доживот черно в Съединените щати, за да отбележат своето овдовяване и преданост към починалия си съпруг.